# Olaus Petristiftelsen
Olaus Petristiftelsen är en av Anna Lindblad f. Östberg (1857–1919) (gift med riksdagsmannen Ernst Lindblad) anonymt gjord donator 1908 till Uppsala universitets teologiska fakultet given donation på 80.000 kronor för att "i andligt hänseende gagna Sverige, närmast genom dess kyrkas prästerskap". Summan hade frigjorts när bruket Söderfors försåldes av hennes mödernefamilj i släkten Grill.
Syftet främjas främst genom inbjuden av utländska teologiska forskare och kyrkomän till Uppsala för att hålla en serie föreläsningar, ge resestipendier åt teologiska studerande och prästmän och genom föreläsningsserier i Uppsala (har tidvis hållits i Stockholm). Som föreläsare har under årens lopp uppträtt internationellt kända vetenskapsmän från hela världen. Ett mycket stort antal forskare inbjöds och deras föreläsningar trycktes därefter. I stiftelsens skriftserie trycktes ett hundratal volymer.  Olaus Petri Stiftelsen förvaltades ursprungligen av ärkebiskop Nathan Söderblom och efter hans död av Tor Andræ och därefter i regel teologiska fakultetens dekan. Stiftelsen tillfördes ytterligare medel 1921 genom  en anonym donation uppgående till 100 000 kronor. Syftet med denna var att stiftelsen skulle  anordna föreläsningsserier på temat "Kyrkans enhet". Donator var denna gång ärkebiskop Nathan Söderblom personligen och donationen ägde rum på tjugoårsdagen av hans doktorspromotion. I dag finansiera stiftelsen huvudsakligen forskningsresor och ger tryckningsbidrag till publikationer. Olaus Petri Stiftelsen förvaltades ursprungligen av Söderblom och efter hans död av Tor Andræ och därefter i regel teologiska fakultetens dekan.